# Shitomi Kangetsu

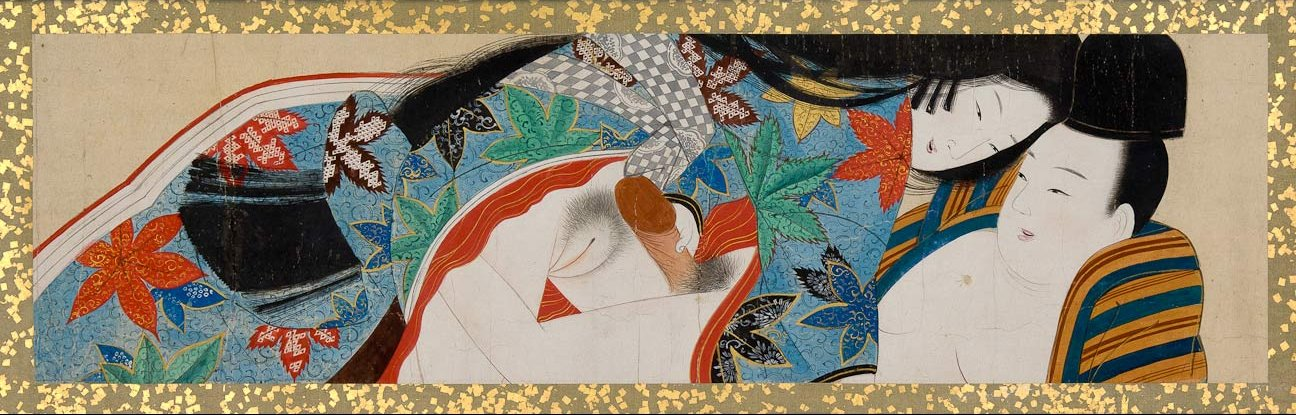
Rotolo di Kangetsu

Shitomi Kangetsu (蔀関月?; Osaka, ... – ottobre 1797) è stato un pittore e incisore giapponese, rappresentante dell'area artistica del Kamigata.

## Biografia
Nato intorno al 1747 a Osaka, il suo nome di famiglia era Yanagihara e nome proprio Norimoto, mentre quelli nomi da adulto furono Genji e poi Shion. ed ebbe come pseudonimi Kangetsu e Teiyōsai. Fu allievo di Tsukioka Settei ma il suo stile seguì poi varie scuole e artisti, sia nazionali (la scuola Kanō e Sesshū Tōyō) che cinesi. Suoi soggetti furono oltre belle donne, come il maestro Settei, anche i paesaggi, gli uccelli e fiori. Fu anche prolifico illustratore di libri.
Nel 1782 ricevette il titolo di hokkyō, terzo grado più alto tra quelli assegnati agli artisti buddisti, presso il Ninna-ji di Kyoto, che gli dato dalla corte imperiale nel 1788.
Gestì una libreria chiamata Chigusa-ya. Fu una figura centrale della Osaka del suo tempo, legando con personalità del calibro di Kimura Kenkadō e Fukuhara Gogaku. Si ritiene che abbia avuto stretti legami con il Kaitokudō, la scuola rangaku fondata dai cittadini di Osaka, risiedendovi dal 1783 per poco più di nove anni.
È morto cinquantenne nell'ottobre 1797 e venne inumato nel Shotsuin-ji di Kitanakajima, nell'area di Osaka.